# Arthon-en-Retz
Arthon-en-Retz (bretonsko Arzhon-Raez) je naselje in občina v francoskem departmaju Loire-Atlantique regije Loire. Leta 2012 je naselje imelo 3.986 prebivalcev.

## Geografija
Kraj leži v pokrajini Bretaniji 39 km zahodno od Nantesa.

## Uprava
Občina Arthon-en-Retz skupaj s sosednjimi občinami La Bernerie-en-Retz, Les Moutiers-en-Retz, La Plaine-sur-Mer, Pornic, Préfailles in Saint-Michel-Chef-Chef sestavlja kanton Pornic; slednji se nahaja v okrožju Saint-Nazaire.

## Zanimivosti
- ostanki galo-rimske naselbine in rimskega akvedukta;